# Ononis pseudocintrana
Ononis pseudocintrana là một loài thực vật có hoa trong họ Đậu. Loài này được Andr. miêu tả khoa học đầu tiên.